# Ptilotus fraseri
Ptilotus fraseri är en amarantväxtart som först beskrevs av Horace Bénédict Alfred Moquin-Tandon, och fick sitt nu gällande namn av Ferdinand von Mueller. Ptilotus fraseri ingår i släktet Ptilotus och familjen amarantväxter. Utöver nominatformen finns också underarten P. f. schwartzii.